# ÖFB-Cup 2004-2005
La ÖFB-Cup 2004-2005 è stata la 71ª edizione della coppa nazionale di calcio austriaca.

## Primo turno
| Squadra 1             | Risultato       | Squadra 2               |
| --------------------- | --------------- | ----------------------- |
| 14 settembre 2004     |                 |                         |
| Axams/Götzens         | 0 - 2           | Austria Lustenau        |
| Hard                  | 3 - 7           | Gratkorn                |
| Rapid Vienna II       | 2 - 1           | Wacker Tirol            |
| Reichenau             | 0 - 5           | Kärnten                 |
| Austria Vienna II     | 0 - 1           | Mattersburg             |
| Kärnten II            | 1 - 2 (dts)     | Schwarz-Weiß Bregenz    |
| Parndorf              | 1 - 0           | Admira Wacker M.        |
| St. Andrä             | 1 - 0           | Leoben                  |
| LASK Amateure OÖ      | ? - ? (3-5 dtr) | Untersiebenbrunn        |
| Kremser SC            | 2 - 0           | Ried                    |
| VOEST-ALPINE Kindberg | 0 - 3           | LASK                    |
| Wallern               | 0 - 1           | Sturm Graz              |
| St. Pölten            | 3 - 0           | Wörgl                   |
| Weiz                  | 2 - 4 (dts)     | Kapfenberger            |
| Union Perg            | 1 - 3           | Rheindorf Altach        |
| Grazer AK II          | 0 - 3           | Hartberg                |
| Blau-Weiß Linz        | 3 - 2           | Spittal/Drau            |
| Haitzendorf           | 5 - 0           | Horn                    |
| Rohrbach              | 1 - 0           | Anif                    |
| Köflach               | 4 - 3 (dts)     | Admira Wacker M. II     |
| Stockerau             | 0 - 3           | Hall                    |
| Austria Salisburgo II | 5 - 0           | Zell am See             |
| Kottingbrunn          | 0 - 1           | St. Magdalena/Superfund |
| 15 settembre 2004     |                 |                         |
| Kohfidisch            | 1 - 2           | Austria Salisburgo      |

## Secondo turno
| Squadra 1               | Risultato   | Squadra 2            |
| ----------------------- | ----------- | -------------------- |
| 28 settembre 2004       |             |                      |
| St. Magdalena/Superfund | 1 - 4       | Austria Lustenau     |
| St. Andrä               | 3 - 6       | Kapfenberger         |
| Blau-Weiß Linz          | 2 - 1       | Rheindorf Altach     |
| Austria Salisburgo II   | 2 - 0       | Untersiebenbrunn     |
| Köflach                 | 2 - 3 (dts) | Kärnten              |
| Hall                    | 1 - 0       | Hartberg             |
| Rohrbach                | 1 - 5       | LASK                 |
| 29 settembre 2004       |             |                      |
| St. Pölten              | 2 - 1       | Schwarz-Weiß Bregenz |
| Haitzendorf             | 1 - 2       | Austria Salisburgo   |
| Parndorf                | 0 - 2       | Sturm Graz           |
| 5 ottobre 2004          |             |                      |
| Kremser SC              | 1 - 0       | Gratkorn             |
| 10 dicembre 2004        |             |                      |
| Rapid Vienna II         | 1 - 3       | Mattersburg          |

## Ottavi di finale
| Squadra 1             | Risultato       | Squadra 2          |
| --------------------- | --------------- | ------------------ |
| 15 marzo 2005         |                 |                    |
| Austria Lustenau      | 2 - 2 (6-5 dtr) | Superfund          |
| Kremser SC            | 1 - 4           | Grazer AK          |
| Kärnten               | 3 - 0           | Kapfenberger       |
| Blau-Weiß Linz        | 0 - 3           | Mattersburg        |
| 16 marzo 2005         |                 |                    |
| Austria Salisburgo II | 0 - 2           | Rapid Vienna       |
| St. Pölten            | 5 - 1           | Austria Salisburgo |
| 22 marzo 2005         |                 |                    |
| Hall                  | 0 - 3           | LASK               |
| 20 aprile 2005        |                 |                    |
| Sturm Graz            | 0 - 0 (3-5 dtr) | Austria Vienna     |

## Quarti di finale
| Squadra 1        | Risultato | Squadra 2      |
| ---------------- | --------- | -------------- |
| 12 aprile 2005   |           |                |
| Austria Lustenau | 1 - 3     | Grazer AK      |
| Kärnten          | 3 - 2     | LASK           |
| Mattersburg      | 1 - 3     | Rapid Vienna   |
| 27 aprile 2005   |           |                |
| St. Pölten       | 0 - 6     | Austria Vienna |

## Semifinale
| Squadra 1      | Risultato | Squadra 2 |
| -------------- | --------- | --------- |
| 17 maggio 2005 |           |           |
| Rapid Vienna   | 4 - 1     | Grazer AK |
| 18 maggio 2005 |           |           |
| Austria Vienna | 3 - 0     | Kärnten   |

## Finale
| Squadra 1      | Risultato | Squadra 2      |
| -------------- | --------- | -------------- |
| 1º giugno 2005 |           |                |
| Rapid Vienna   | 1 - 3     | Austria Vienna |